# 中国驻朝鲜和韩国大使列表
本列表为中国（清朝、中華民國和中華人民共和國）驻朝鲜半岛国家（朝鲜国、大韩帝国、朝鲜民主主义人民共和国和大韩民国）的历任最高外交代表名录。

## 附：清朝驻朝鲜国长官

### 总办朝鮮各口交涉商务委员（1883年－1885年）
光绪九年六月（1883年7月），清政府设置总办朝鮮各口商务委员。不久，因与各国交往不便，改为总办朝鮮各口交涉商务委员。光绪十一年（1885年），陈树棠因病离任，清廷任命袁世凯为驻扎朝鮮总理交涉通商事宜，接替陈树棠职务。
| 姓名   | 任命                 | 到任               | 免职 | 离任       | 备注 | 备注 |
| ------ | -------------------- | ------------------ | ---- | ---------- | ---- | ---- |
| 陈树棠 | 1883年7月27日        | 1883年9月16日      |      | 1885年     |      |      |
| 陈树棠 | 光绪九年六月二十四日 | 光绪九年八月十六日 |      | 光绪十一年 |      |      |

### 驻扎朝鮮总理交涉通商事宜大臣（1885年－1894年）
光绪十一年九月（1885年10月），清廷任命袁世凯为驻扎朝鮮总理交涉通商事宜。光绪二十年七月（1894年8月），因甲午战争日军攻掠总理公署，唐绍仪带领属员回国。
| 姓名   | 任命                 | 到任 | 免职                 | 离任                 | 备注     | 备注 |
| ------ | -------------------- | ---- | -------------------- | -------------------- | -------- | ---- |
| 袁世凯 | 1885年10月30日       |      | 1894年7月18日        | 1894年7月19日        |          |      |
| 袁世凯 | 光绪十一年九月廿三日 |      | 光绪二十年六月十六日 | 光绪二十年六月十七日 |          |      |
| 唐绍仪 | 1894年7月19日        |      |                      | 1894年8月2日         | 代理职务 |      |
| 唐绍仪 | 光绪二十年六月十七日 |      |                      | 光绪二十年七月二日   | 代理职务 |      |

## 历任中国驻朝鲜半岛大使

### 清朝出使朝鮮欽差大臣（1898年－1905年）
光绪二十四年（1898年），清政府开始派遣出使朝鮮钦差大臣。光绪三十二年正月十日（1906年2月3日），清政府裁撤驻朝鮮使臣，改以驻日使臣接管朝鮮事务，并以驻汉城总领事馆统辖驻朝鮮各地领事。
| 姓名   | 任命                     | 到任                     | 递交国书                   | 免职                   | 离任                   | 外交衔级 | 外交职务                         | 备注 | 备注 |
| ------ | ------------------------ | ------------------------ | -------------------------- | ---------------------- | ---------------------- | -------- | -------------------------------- | ---- | ---- |
| 张亨嘉 | 1898年8月11日            | 未到任                   |                            | 1898年8月13日          |                        | 四等公使 | 驻扎朝鮮国钦差大臣               |      |      |
| 张亨嘉 | 光绪二十四年六月二十四日 | 未到任                   | 光绪二十四年六月二十六日   |                        |                        | 四等公使 | 驻扎朝鮮国钦差大臣               |      |      |
| 徐寿朋 | 1898年8月13日            | 1899年1月25日            | 1899年2月1日               | 1899年12月11日         |                        |          | 驻扎朝鮮国钦差大臣、议约全权大臣 |      |      |
| 徐寿朋 | 光绪二十四年六月二十六日 | 光绪二十四年十二月十四日 | 光绪二十四年十二月二十一日 | 光绪二十五年十一月九日 |                        |          | 驻扎朝鮮国钦差大臣、议约全权大臣 |      |      |
| 徐寿朋 | 1899年12月11日           | 1899年12月11日           | 1990年1月21日              | 1901年7月17日          |                        |          | 出使朝鮮钦差大臣                 |      |      |
| 徐寿朋 | 光绪二十五年十一月九日   | 光绪二十五年十一月九日   | 光绪二十五年十二月二十一日 | 光绪二十七年六月二日   |                        |          | 出使朝鮮钦差大臣                 |      |      |
| 许台身 | 1901年7月17日            | 1901年9月15日            | 1901年11月12日             | 1904年12月7日          |                        |          | 出使朝鮮钦差大臣                 |      |      |
| 许台身 | 光绪二十七年六月二日     | 光绪二十七年八月三日     | 光绪二十七年十月二日       | 光绪三十年十一月一日   |                        |          | 出使朝鮮钦差大臣                 |      |      |
| 曾广铨 | 1904年12月7日            | 1905年2月5日             | 1905年2月13日              |                        | 1905年12月3日          |          | 出使朝鮮钦差大臣                 |      |      |
| 曾广铨 | 光绪三十年十一月一日     | 光绪三十一年正月二日     | 光绪三十一年正月十日       |                        | 光绪三十一年十一月七日 |          | 出使朝鮮钦差大臣                 |      |      |

### 附：清朝、中华民国驻汉城、朝鮮、汉城、京城、汉城总领事（1896年－1949年）
光绪二十二年（1896年），清政府向朝鮮派遣驻汉城总领事。此后中华民国政府、汪精卫政权相继设置总领事馆。1949年，中华民国与韩国建交，总领事馆并入大使馆。

### 中华民国驻韩国外交代表（1948年－1949年）
1948年8月14日，中华民国政府任命驻汉城总领事劉馭萬为驻韩国大使衔外交代表。
| 姓名   | 任命          | 到任 | 递交国书 | 免职          | 离任 | 外交衔级 | 外交职务 | 备注 | 备注 |
| ------ | ------------- | ---- | -------- | ------------- | ---- | -------- | -------- | ---- | ---- |
| 劉馭萬 | 1948年8月14日 |      |          | 1949年7月14日 |      | 大使     | 外交代表 |      |      |

### 中华民国驻韩国大使（1949年－1992年）
1949年1月4日，中华民国与大韩民国建交。1992年8月23日，两国断交。
| 姓名   | 任命           | 到任           | 递交国书       | 免职           | 离任           | 外交衔级 | 外交职务     | 备注                               | 备注 |
| ------ | -------------- | -------------- | -------------- | -------------- | -------------- | -------- | ------------ | ---------------------------------- | ---- |
| 邵毓麟 | 1949年7月14日  | 1949年7月25日  | 1949年7月28日  | 1951年9月13日  | 1951年9月4日   | 大使     | 特命全權大使 |                                    |      |
| 王東原 | 1951年9月13日  | 1951年10月20日 | 1951年10月25日 | 1961年1月26日  | 1961年2月11日  | 大使     | 特命全權大使 |                                    |      |
| 劉馭萬 | 1961年1月26日  | 1961年2月18日  | 1961年2月25日  | 1964年3月23日  | 1964年4月11日  | 大使     | 特命全權大使 |                                    |      |
| 梁序昭 | 1964年3月23日  | 1964年4月30日  | 1964年5月6日   | 1967年2月13日  | 1966年12月25日 | 大使     | 特命全權大使 | 因出售館產不當，引發僑社暴動遭撤職 |      |
| 唐縱   | 1967年2月13日  | 1967年2月22日  | 1967年2月28日  | 1970年9月16日  | 1970年9月18日  | 大使     | 特命全權大使 |                                    |      |
| 羅英德 | 1970年9月16日  | 1970年9月27日  | 1970年10月6日  | 1975年1月29日  |                | 大使     | 特命全權大使 |                                    |      |
| 朱撫松 | 1975年1月29日  | 1975年3月10日  | 1975年3月17日  | 1979年6月28日  | 1979年8月18日  | 大使     | 特命全權大使 |                                    |      |
| 丁懋時 | 1979年6月28日  | 1979年8月30日  | 1979年9月6日   | 1982年12月16日 | 1982年12月31日 | 大使     | 特命全權大使 |                                    |      |
| 薛毓麒 | 1982年12月16日 | 1983年2月23日  | 1983年3月22日  | 1986年6月26日  | 1986年7月31日  | 大使     | 特命全權大使 |                                    |      |
| 鄒堅   | 1986年6月26日  | 1986年8月20日  | 1986年9月2日   | 1990年8月9日   |                | 大使     | 特命全權大使 |                                    |      |
| 金樹基 | 1990年8月9日   | 1990年9月18日  | 1990年9月27日  |                | 1992年8月23日  | 大使     | 特命全權大使 |                                    |      |

### 中华人民共和国驻朝鲜大使（1950年至今）
1949年10月6日，中华人民共和国同朝鲜民主主义人民共和国建交。
| 姓名   | 任命           | 任命           | 到任           | 递交国书       | 免职           | 免职           | 离任          | 外交衔级 | 外交职务     | 备注     |
| 姓名   | 全国人大常委会 | 主席           | 到任           | 递交国书       | 全国人大常委会 | 主席           | 离任          | 外交衔级 | 外交职务     | 备注     |
| ------ | -------------- | -------------- | -------------- | -------------- | -------------- | -------------- | ------------- | -------- | ------------ | -------- |
| 柴军武 | 不適用         | 不適用         | 1950年7月10日  |                | 不適用         | 不適用         | 1950年8月12日 | 参赞     | 临时代办     | 筹备开馆 |
| 倪志亮 | 1950年9月5日   | 1950年8月5日   | 1950年8月12日  | 1950年8月13日  | 1954年6月19日  | 1954年9月14日  | 1952年3月     | 大使     | 特命全权大使 |          |
| 甘野陶 | 不適用         | 不適用         | 1952年3月      | 不適用         | 不適用         | 不適用         | 1955年1月18日 | 参赞     | 临时代办     |          |
| 潘自力 | 1954年9月9日   | 1954年9月14日  | 1955年1月18日  | 1955年1月21日  | 1956年1月23日  | 1956年2月11日  | 1956年2月     | 大使     | 特命全权大使 |          |
| 乔晓光 | 1956年1月23日  | 1956年2月11日  | 1956年4月      | 1956年4月16日  | 1961年7月9日   | 1961年7月25日  | 1961年7月22日 | 大使     | 特命全权大使 |          |
| 郝德青 | 1961年7月9日   | 1961年7月25日  | 1961年8月8日   | 1961年8月12日  | 1965年7月22日  | 1965年11月11日 | 1965年11月3日 | 大使     | 特命全权大使 |          |
| 焦若愚 | 1965年7月22日  | 1965年11月11日 | 1965年11月30日 | 1965年12月3日  | 不適用         | 不適用         | 1967年1月     | 大使     | 特命全权大使 |          |
| 王彭   | 不適用         | 不適用         | 1967年         | 不適用         | 不適用         | 不適用         | 1970年3月     | 参赞     | 临时代办     |          |
| 李云川 | 不適用         | 不適用         | 1970年3月24日  | 1970年3月26日  | 1976年12月2日  | 不適用         | 1976年6月9日  | 大使     | 特命全权大使 |          |
| 吕志先 | 1976年12月2日  | 不適用         | 1976年9月21日  | 1976年9月29日  | 1982年3月8日   | 不適用         | 1982年2月10日 | 大使     | 特命全权大使 |          |
| 张德群 | 1982年3月8日   | 不適用         | 未到任         | 不適用         | 1982年8月23日  | 不適用         | 不適用        | 大使     | 特命全权大使 |          |
| 宗克文 | 1982年8月23日  | 不適用         | 1982年8月20日  | 1982年8月25日  | 1987年3月19日  | 1987年8月15日  | 1987年8月     | 大使     | 特命全权大使 |          |
| 张瑞杰 | 1987年3月19日  | 不適用         | 未到任         | 不適用         | 1987年6月23日  | 不適用         | 不適用        | 大使     | 特命全权大使 |          |
| 温业湛 | 1987年6月23日  | 1987年8月15日  | 1987年10月     | 1987年10月21日 | 1989年10月31日 | 1990年5月23日  | 1990年4月     | 大使     | 特命全权大使 |          |
| 郑义   | 1990年2月23日  | 1990年5月23日  | 1990年6月      | 1990年6月18日  | 1993年7月2日   | 1993年9月3日   | 1993年8月     | 大使     | 特命全权大使 |          |
| 乔宗淮 | 1993年7月2日   | 1993年9月3日   | 1993年9月20日  | 1993年9月24日  | 1996年10月29日 | 1997年3月28日  | 1997年2月     | 大使     | 特命全权大使 |          |
| 万永祥 | 1996年10月29日 | 1997年3月28日  | 1997年4月      | 1997年4月3日   | 1999年6月28日  | 2000年4月12日  | 2000年3月     | 大使     | 特命全权大使 |          |
| 王国章 | 1999年6月28日  | 2000年4月12日  | 2000年4月1日   | 2000年4月6日   | 2001年10月27日 | 2002年1月14日  | 2001年12月    | 大使     | 特命全权大使 |          |
| 武东和 | 2001年10月27日 | 2002年1月14日  | 2001年12月     | 2001年12月31日 | 2006年4月29日  | 2006年9月7日   | 2006年8月     | 大使     | 特命全权大使 |          |
| 刘晓明 | 2006年4月29日  | 2006年9月7日   | 2006年9月8日   | 2006年9月11日  | 2009年12月26日 | 2010年3月9日   | 2010年2月     | 大使     | 特命全权大使 |          |
| 刘洪才 | 2009年12月26日 | 2010年3月9日   | 2010年3月5日   | 2010年3月8日   | 2014年12月28日 | 2015年3月18日  | 2015年3月     | 大使     | 特命全权大使 |          |
| 李进军 | 2014年12月28日 | 2015年3月18日  | 2015年3月19日  | 2015年3月30日  | 2020年12月26日 | 2023年4月7日   | 2021年12月    | 大使     | 特命全权大使 |          |
| 王亚军 | 2020年12月26日 | 2023年4月7日   | 2023年3月27日  | 2023年4月6日   | 现任           |                |               | 大使     | 特命全权大使 |          |

### 附：中国国际商会驻汉城代表（1991年－1992年）
1990年10月20日，中国国际商会（中国贸易促进会）与大韩贸易振兴公社签署互设代表处的协议。1991年4月9日，驻汉城代表处正式开业。1992年8月两国建交后，代表处撤销。
| 姓名   | 任命 | 到任      | 免职 | 离任      | 职务 | 备注 | 备注 |
| ------ | ---- | --------- | ---- | --------- | ---- | ---- | ---- |
| 徐大有 |      | 1991年4月 |      | 1992年8月 | 代表 |      |      |

### 中华人民共和国驻韩国大使（1992年至今）
1992年8月24日，中华人民共和国同大韩民国建交。8月27日，驻韩国大使馆正式开馆，中华人民共和国开始派遣驻韩国大使。
| 姓名   | 任命           | 任命           | 到任           | 递交国书       | 免职           | 免职           | 离任          | 外交衔级 | 外交职务     | 备注     |
| 姓名   | 全国人大常委会 | 主席           | 到任           | 递交国书       | 全国人大常委会 | 主席           | 离任          | 外交衔级 | 外交职务     | 备注     |
| ------ | -------------- | -------------- | -------------- | -------------- | -------------- | -------------- | ------------- | -------- | ------------ | -------- |
| 裴家义 | 不適用         | 不適用         | 1992年8月      | 1992年8月26日  | 不適用         | 不適用         | 1992年9月12日 |          | 临时代办     | 筹备开馆 |
| 张庭延 | 1992年9月4日   | 1992年9月14日  | 1992年9月12日  | 1992年9月15日  | 1998年4月29日  | 1998年9月17日  | 1998年8月12日 | 大使     | 特命全权大使 |          |
| 武大伟 | 1998年4月29日  | 1998年9月17日  | 1998年9月      | 1998年9月24日  | 2001年4月28日  | 2001年11月28日 | 2001年7月     | 大使     | 特命全权大使 |          |
| 李滨   | 2001年6月30日  | 2001年11月28日 | 2001年9月      | 2001年10月4日  | 2005年4月27日  | 2005年9月11日  | 2005年8月     | 大使     | 特命全权大使 |          |
| 宁赋魁 | 2005年4月27日  | 2005年9月11日  | 2005年9月      | 2005年9月26日  | 2008年4月22日  | 2008年11月6日  | 2008年10月    | 大使     | 特命全权大使 |          |
| 程永华 | 2008年4月22日  | 2008年11月6日  | 2008年10月26日 | 2008年11月10日 | 2009年12月26日 | 2010年3月9日   | 2010年2月     | 大使     | 特命全权大使 |          |
| 张鑫森 | 2010年2月26日  | 2010年4月13日  | 2010年3月31日  | 2010年4月26日  | 2013年12月28日 | 2014年2月27日  | 2013年12月    | 大使     | 特命全权大使 |          |
| 邱国洪 | 2013年12月28日 | 2014年2月27日  | 2014年2月12日  | 2014年2月28日  | 2019年10月26日 | 2020年2月7日   | 2019年12月    | 大使     | 特命全权大使 |          |
| 邢海明 | 2019年10月26日 | 2020年2月7日   | 2020年1月30日  | 2020年2月7日   |                | 2025年1月9日   | 2024年7月10日 | 大使     | 特命全权大使 |          |
| 戴兵   |                | 2025年1月9日   | 2024年12月27日 | 2025年1月7日   | 现任           |                |               | 大使     | 特命全权大使 |          |